# Клод (Техас)
Клод (англ. Claude) — город в США, расположенный на севере штата Техас, административный центр округа Армстронг. По данным переписи за 2010 год число жителей составляло 1196 человек, по оценке Бюро переписи США в 2015 году в городе проживало 1224 человека.

## История
Город был основан в 1887 году и изначально носил название Армстронг. Позже, когда в регион пришла железная дорога Fort Worth and Denver City Railway, город был переименован в честь инженера Клода Айерса, управлявшего первым поездом новой железной дороги. В 1890 году, когда был образован округ Армстронг, Клод выиграл борьбу за звание административного центра у города Уошберн. В 1890-х был построен крупнейший на тот момент в Техасском выступе отель «Palace Hotel», начался выпуск еженедельной газеты «Claude Argus», в 1891 году был основан школьный округ Клод.
После 1900 года Клод получил органы местного управления. Город продолжал расти как центр сельскохозяйственного региона, была основана компания по переработке зерна и помолу муки. Доктор Уорнер основал первую группу бойскаутов к югу от Миссисипи. В 1953 году в Клоде была открыта новая областная тюрьма. Близость с Амарилло и заводом «Пэнтекс» позволила городу поддерживать численность населения на одном уровне.

## География
Клод находится в северной части округа, его координаты: 35°06′27″ с. ш. 101°21′46″ з. д..
Согласно данным бюро переписи США, площадь города составляет около 4,4 квадратных километров, практически полностью занятых сушей.

### Климат
Согласно классификации климатов Кёппена, в Клоде преобладает семиаридный климат умеренных широт.
| Показатель                    | Янв.  | Фев.  | Март  | Апр. | Май  | Июнь | Июль | Авг. | Сен. | Окт.  | Нояб. | Дек.  | Год   |
| ----------------------------- | ----- | ----- | ----- | ---- | ---- | ---- | ---- | ---- | ---- | ----- | ----- | ----- | ----- |
| Абсолютный максимум, °C       | 26,7  | 30    | 33,3  | 36,7 | 38,9 | 42,2 | 41,7 | 40,6 | 38,9 | 36,1  | 32,2  | 29,4  | 42,2  |
| Средний суточный максимум, °C | 9,6   | 11,9  | 16,7  | 21,7 | 25,9 | 30,5 | 32,9 | 31,8 | 27,9 | 22,7  | 15,3  | 10,9  | 21,5  |
| Средняя температура, °C       | 1,6   | 3,7   | 8,2   | 13,2 | 18   | 22,9 | 25,4 | 24,6 | 20,6 | 14,6  | 7,5   | 3,1   | 13,6  |
| Средний суточный минимум, °C  | −6,3  | −4,4  | −0,3  | 4,6  | 10,2 | 15,3 | 17,9 | 17,3 | 13,3 | 6,4   | −0,2  | −4,6  | 5,8   |
| Абсолютный минимум, °C        | −22,8 | −26,7 | −16,1 | −8,9 | −1,1 | 5,6  | 9,4  | 10   | −1,7 | −12,2 | −15   | −21,7 | −26,7 |
| Норма осадков, мм             | 10    | 16    | 24    | 39   | 82   | 81   | 70   | 73   | 58   | 48    | 22    | 16    | 540   |
| Источник: weatherbase.com     |       |       |       |      |      |      |      |      |      |       |       |       |       |

## Население
Согласно переписи населения 2010 года в городе проживало 1196 человек, было 448 домохозяйств и 328 семей. Расовый состав города: 92,6 % — белые, 0,3 % — афроамериканцы, 0,8 % — коренные жители США, 0,0 % (0 человек) — азиаты, 0,0 % (0 человек) — жители Гавайев или Океании, 5,1 % — другие расы, 1,1 % — две и более расы. Число испаноязычных жителей любых рас составило 7,6 %.
Из 448 домохозяйств, в 35 % живут дети младше 18 лет. 62,1 % домохозяйств представляли собой совместно проживающие супружеские пары (25 % с детьми младше 18 лет), в 8 % домохозяйств женщины проживали без мужей, в 3,1 % домохозяйств мужчины проживали без жён, 26,8 % домохозяйств не являлись семьями. В 24,1 % домохозяйств проживал только один человек, 12,2 % составляли одинокие пожилые люди (старше 65 лет). Средний размер домохозяйства составлял 2,55 человека. Средний размер семьи — 2,97 человека.
Население города по возрастному диапазону распределилось следующим образом: 27,3 % — жители младше 20 лет, 19,1 % находятся в возрасте от 20 до 39, 33,8 % — от 40 до 64, 20 % — 65 лет и старше. Средний возраст составляет 42,8 года.
Согласно данным опросов пяти лет с 2011 по 2015 годы, средний доход домохозяйства в Клоде составляет 60 069 долларов США в год, средний доход семьи — 76 667 долларов. Доход на душу населения в городе составляет 28 668 долларов. Около 5,7 % семей и 7,8 % населения находятся за чертой бедности. В том числе 3,8 % в возрасте до 18 лет и 3,4 % в возрасте 65 и старше.

## Местное управление
Управление городом осуществляется избираемыми мэром и городским советом, состоящим из пяти человек.

## Инфраструктура и транспорт
Через Клод проходят автомагистраль 287 США и автомагистраль 207 штата Техас.
Ближайшим аэропортом, выполняющим коммерческие пассажирские рейсы, является Международный аэропорт Рика Хасбанда в Амарилло. Аэропорт находится примерно в 35 километрах на запад от Клода.

## Образование
Город обслуживается независимым школьным округом Клод.
В 1930-х года в Клоде был единственный в регионе спортивный зал, размеры которого соответствовали официальным требованиям соревнований, и команды филиала университета A&M в Западном Техасе периодически проводили в городе свои игры. 

## Отдых и развлечения
В городе располагаются музей округа Армстронг, а также исторический центр Чарльза Гуднайта.

## Город в популярной культуре
В Клоде снимались фильмы «Бродяги», «Хад», «Сила веры», а также финальная сцена заката в картине «Индиана Джонс и последний крестовый поход».